# 海綿彈

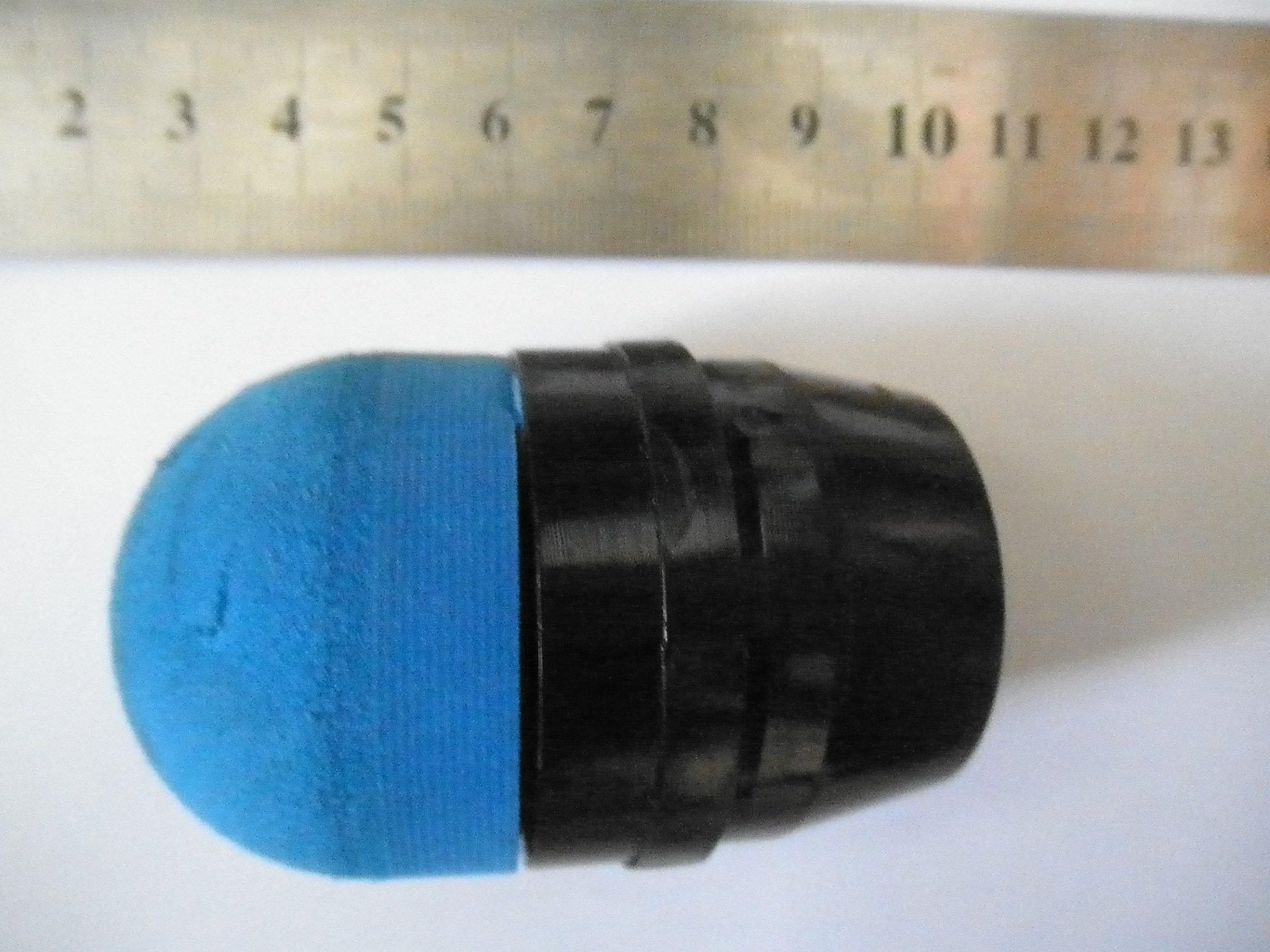
海綿彈發射體

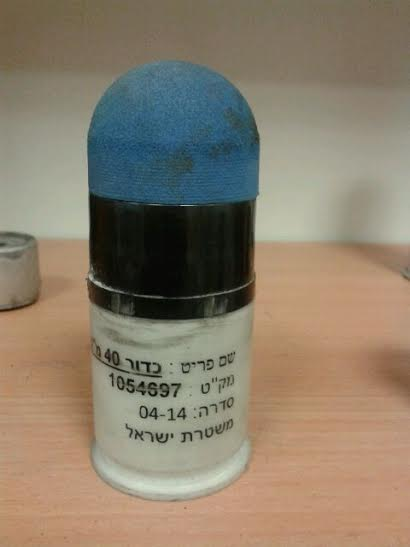
具彈殼的海綿彈（632型）

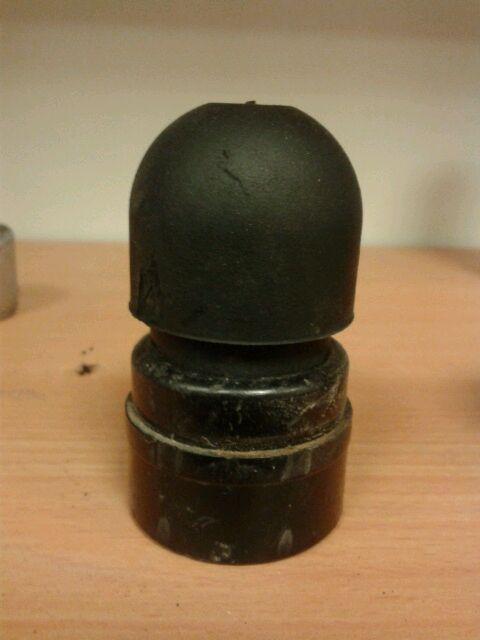
海綿彈發射體（4557型）

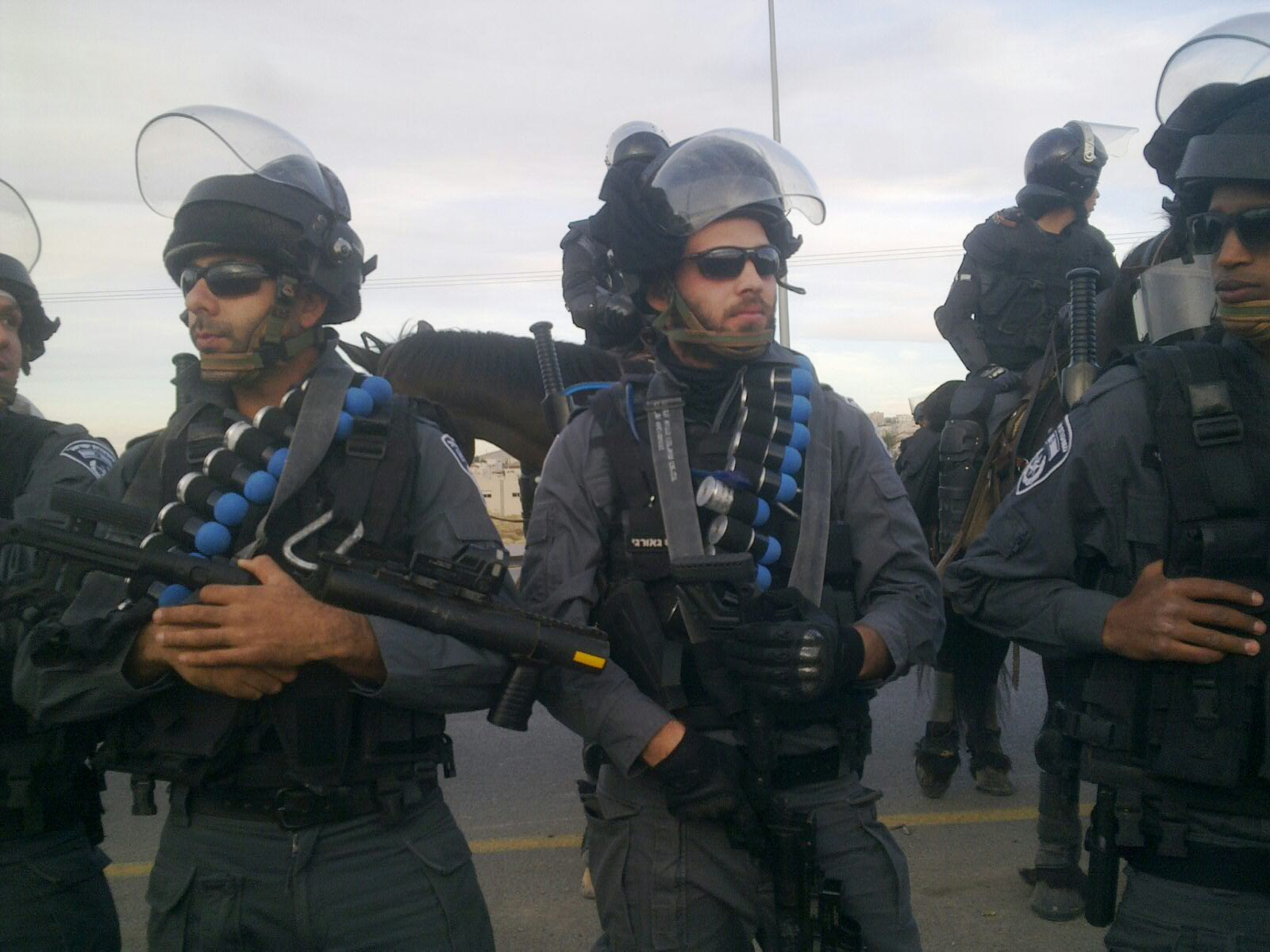
配備海綿彈的以色列警察

被海綿彈擊中的示威者

海綿彈是一種防暴武器，中文名來自英文翻譯，但彈頭實際上是高密度及高硬度的塑膠，並非一般常見的海綿，近距離使用可造成嚴重傷害，射擊距離小於10米可以致命，即使正常距離也可能會導致骨折、頭部受傷或眼睛永久性損傷。

## 種類
海綿彈以40毫米榴彈發射器射出的，其發射體重彈身為塑膠，彈頭為高密度海綿。
632型的海綿彈發射體重約28克，彈頭為藍色，槍口速度約每秒100米。其有效射程範圍為50米，至該距離的彈速約每秒60米。
4557型的海綿彈發射體重約61克，彈頭為黑色且比632型更堅硬，槍口速度為每秒73-79米，有效射程範圍為45米。

## 使用
海綿彈在設計上為非致命武器，會令中彈者感到像被鈍器擊中的痛楚但不會有永久性損傷。但如果不當地使用，有較大機會造成骨折、頭部創傷、失明、甚至死亡。
發射海綿彈應避免射向頭、頸、胸部及鼠蹊，以及應射向遠距離的目標。不可對距離不足10米的目標射擊。

### 以色列
在巴勒斯坦人的示威中出現海綿彈導致失明的事件，另外亦曾間接導致一名示威者死亡。而在2016年7月卜采萊姆的一份報告更指出一名10歲男童被30米外發射的黑色海綿彈擊中胸部致死。

### 香港
在2019年反對逃犯條例修訂草案運動中多次使用。2019年7月29日，Now新聞記者在採訪時遭香港警察使用海綿彈射擊導致無名指對下的掌骨骨折移位，需要醫生使用支架固定。11月16日凌晨，商業電台記者在旺角採訪時被防暴警察在背後發射海綿彈，海綿彈擊穿背包並留在背包內，在新聞界譴責警察故意干擾採訪後，雖然警方稱警員做法不當，但未有處分涉事警員。

## 另見
- 布袋彈
- 橡膠子彈